# Kępa Niemojewska
Kępa Niemojewska is een plaats in het Poolse district  Kozienicki, woiwodschap Mazovië. De plaats maakt deel uit van de gemeente Grabów nad Pilicą en telt 130 inwoners.